# Uqnitum
Königin Uqnitum war die Gemahlin von Tupkiš, der um 2000 v. Chr. König von Urkeš war, einem hurritischen Stadtstaat im Nordosten des heutigen Syriens. Obwohl die Stadt Urkeš hurritisch war, trug Uqnitum einen akkadischen Namen. Sie ist von acht Siegeln bekannt, die sich anhand von zahlreichen Siegelfragmenten rekonstruieren lassen. Sie trug die Titel NIN (Dame, Königin) und DAM Tupkish (Gemahlin des Tupkiš). Die Siegelaufschriften sind meist nur kurz und geben Name und Titel an, manchmal erklären sie die Beziehungen mehrerer dargestellter Personen. Die Siegelabbildungen von Männern sind in dieser Zeit meist sehr standardisiert, während die von Frauen viel mehr Eigenheiten aufweisen, wodurch man Einblicke in das reale Leben dieser Frauen gewinnen kann. Die hohe Zahl von Siegeln der Uqnitum (von ihrem königlichen Gemahl sind nur sechs verschiedene Siegel bekannt) deutet auf eine herausragende Position am Hof hin, was auch durch die Art der Darstellungen unterstrichen wird.
Bemerkenswert ist ein Familiensiegel der Uqnitum: Sie erscheint hier auf der linken Seite und sitzt auf einem Stuhl. Auf ihrem Schoß befindet sich ein Kind. Ihr gegenüber sitzt ihr Gemahl, vor dem ein weiteres Kind steht. Uqnitum ist auf dem Siegel in gleicher Größe wie ihr Gemahl dargestellt, was in Mesopotamien oder Syrien dieser Zeit äußerst ungewöhnlich ist. Der Herrscher ist sonst immer größer wiedergegeben. Insgesamt scheint sie drei Kinder gehabt zu haben, die jedoch nicht namentlich genannt werden. Die Inschrift auf dem Familiensiegel bezeichnet sie eindeutig als Gemahlin von Tupkiš.
Auf einem weiteren Siegel, das jedoch zum Teil zerstört ist, sitzt sie gegenüber einer stehenden Person. Zudem ist ein Wildschwein dargestellt. Auf den verbleibenden Siegeln ist sie jeweils links sitzend dargestellt. Personen stehen vor ihr. Daneben sind jeweils zwei Musikanten abgebildet.
Von verschiedenen Siegeln ist es möglich, den Haushalt von Uqnitum zu rekonstruieren. Eine Frau namens Zamena ist von weiteren Siegeln als ihre Amme bekannt. Eine Frau mit dem Namen Tuli war ihre Köchin und ist von zwei Siegeln bekannt, auf denen sie in der Tat beim Kochen dargestellt ist.